# Tsienyane
Tsienyane (Rakops) – wieś w Botswanie w dystrykcie Central. Według spisu ludności z 2011 roku wieś liczyła 6396 mieszkańców.